# Lost Themes II
Lost Themes II è il secondo album in studio del regista e musicista statunitense John Carpenter, pubblicato nel 2016.

## Tracce
Vinile

Musiche di John Carpenter, Cody Carpenter e Daniel Davies.
1. Distant Dream – 3:51
2. White Pulse – 4:20
3. Persia Rising – 3:39
4. Angel's Asylum – 4:16
5. Hofner Dawn – 3:15
6. Windy Death – 3:39
7. Dark Blues – 4:16
8. Virtual Survivor – 3:58
9. Bela Lugosi – 3:23
10. Last Sunrise – 4:28
11. Utopian Facade – 3:47

Bonus track (CD/Digitale)
1. Real Xeno – 4:30